# JTBパブリッシング
株式会社JTBパブリッシング（JTB Publishing Inc.）は、日本の出版社で、持株会社であるJTBの完全子会社である。本社を東京都江東区に置く。

## 概要
これまでのJTBの出版部門を分社する形で、2004年10月1日にJTB出版事業局、系列編集会社のるるぶ社、専門販社であるジェイティービー出版販売の商品販売部門を統合し設立（JTB時代の沿革はJTBの項を参照）された。
旅行会社であるJTBの出版部門を統括する会社であり、「JTB時刻表」を始めとする各種鉄道時刻表（大手私鉄では東急電鉄・京阪電気鉄道が利用者向け冊子時刻表の製作を委託している）や「るるぶ」「Visita」などの旅行情報誌、各種旅行ガイドブック、各言語の会話集、地図、日本語以外の言語による日本紹介書、旅行・紀行・鉄道関連の単行本（JTBキャンブックスやJTBマイロネブックス）などの発行を手がけている。
また、ウェブサイト「るるぶ.com」の運営を始めとするデジタルコンテンツの開発・販売も手がけている。

## 出版物を巡るトラブル

### 日本海の表記
同社が2005年1月から発行した「JTBキャンブックス 韓国鉄道の旅」に掲載されていた地図で、日本海の表記が「東海」となっていたことが、2012年1月に判明した。同社はこの本について、同年1月26日付で絶版とし、書店から回収した。

### 未完成イラストの掲載
2025年日本国際博覧会（大阪・関西万博）公式ガイドブックの発行元となったが、絵本作家の青山邦彦に「レイアウト検討のために」スマートフォンで撮影させて提出させた未完成のイラストをそのまま、見開き2ページにわたって掲載して同年3月19日に発売した。同社は「弊社と印刷会社との間におけるデータの確認が不十分」であったと釈明し、同社Webサイトで訂正版の掲載を行うなどの措置をとると同月に表明した。